# Seiner Majestät Schiff

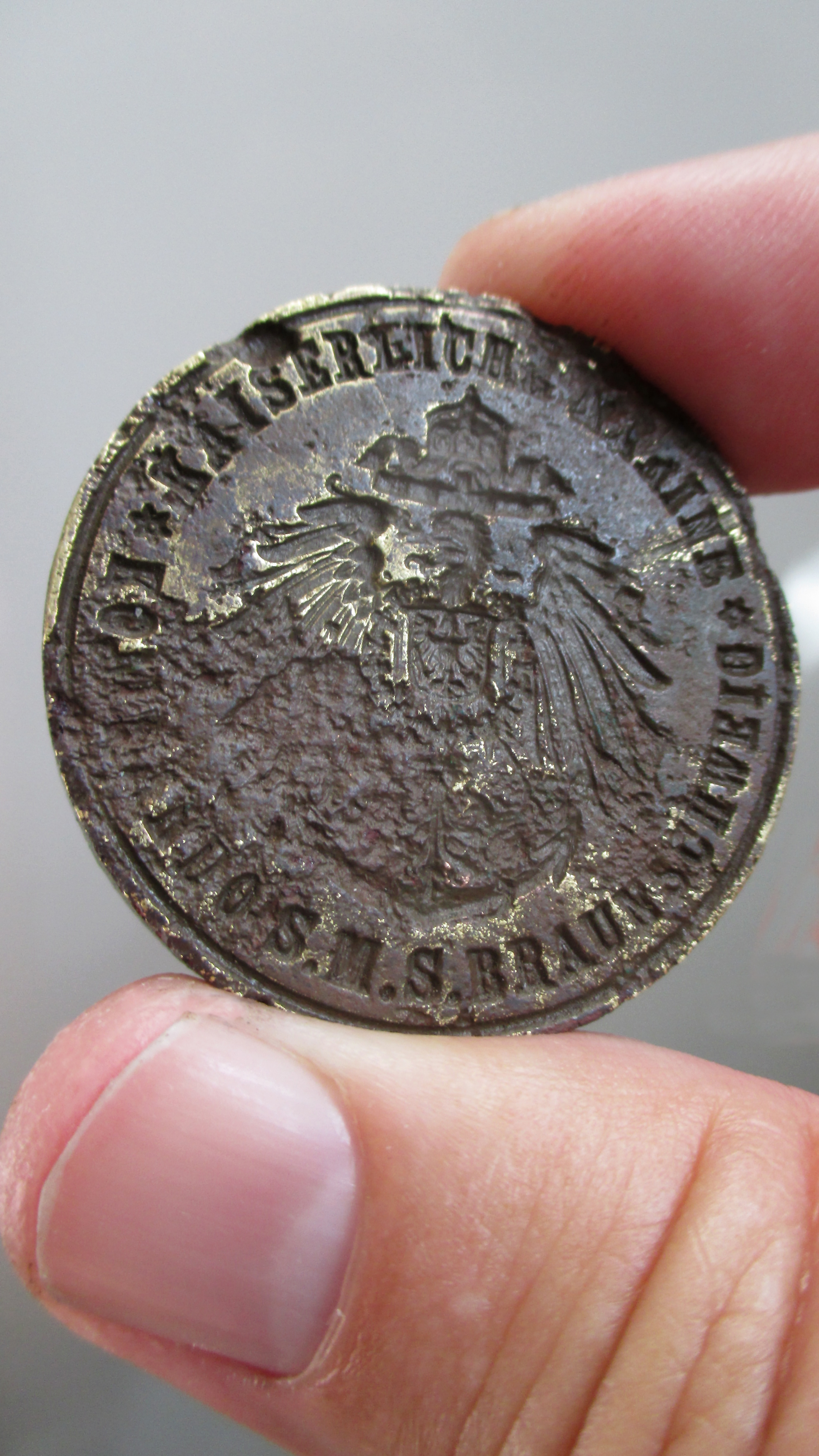
Sceau de la Marine Impériale - Kommando S.M.S. Brunswick

Seiner Majestät Schiff était le préfixe utilisé par la marine marchande prussienne, la Marine prussienne, la Kaiserliche Marine et la Marine austro-hongroise. Il s'agit d'une traduction du HMS britannique, signifiant Her Majesty's Ship ou His Majesty's Ship (« le navire de sa majesté »). Il est parfois abrégé en S.M. ou SM. (pour Seiner Majestät), lorsqu'un navire est mentionné par son type : le S.M. Kleiner Kreuzer Emden (Kleiner Kreuzer signifiant croiseur léger).